# رنگ‌آمیزی هماتوکسیلین-ائوزین

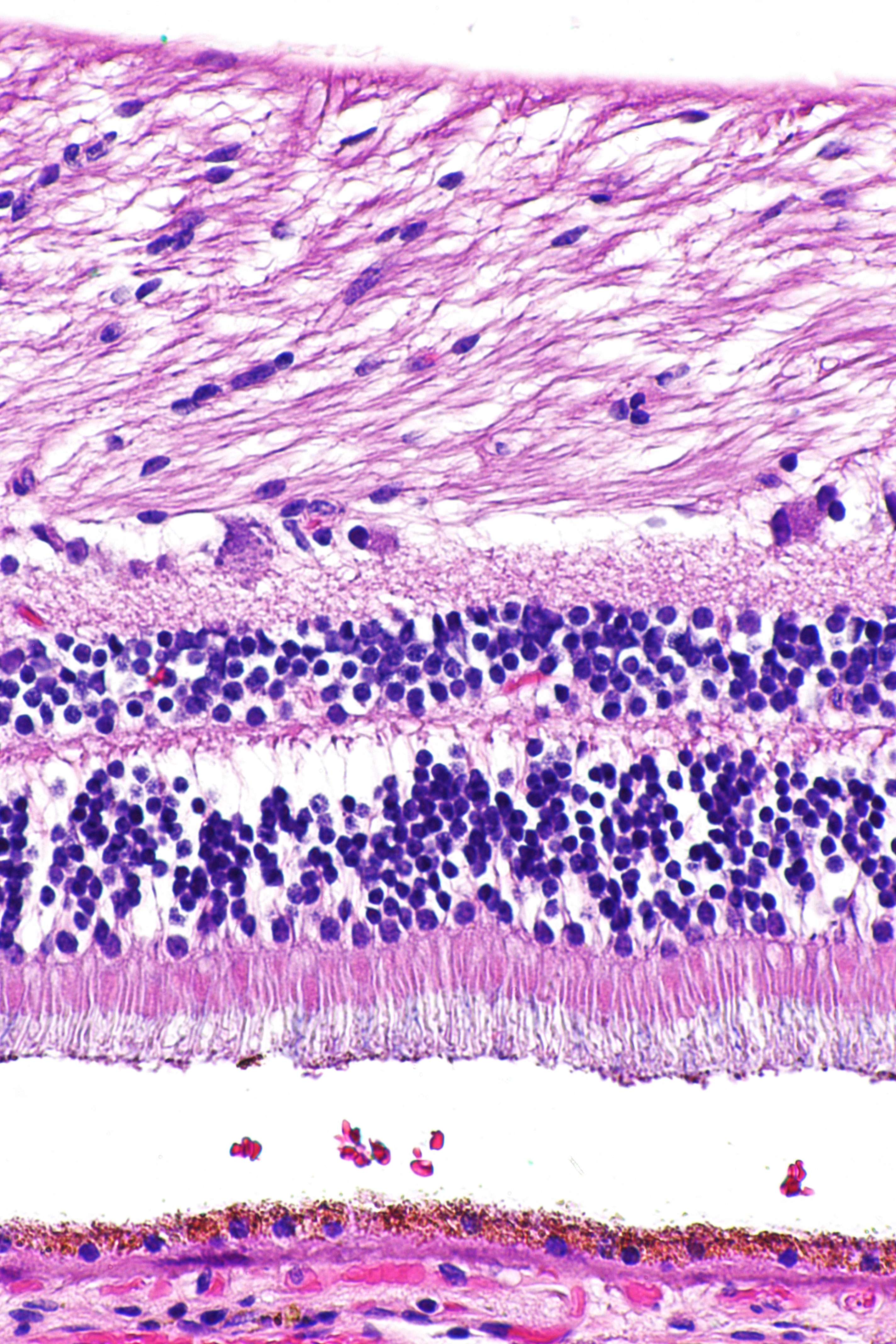
نمایی از بافت‌های شبکیه چشم که با رنگ‌آمیزی هماتوکسیلین-ائوزین رنگ‌آمیزی شده‌اند. هسته‌های سلول با رنگ آبی و بنفش و بیرون سلول با رنگ صورتی رنگ‌آمیزی شده است.

رنگ‌آمیزی هماتوکسیلین-ائوزین (انگلیسی: H&E stain) یکی از اصلی‌ترین انواع رنگ‌آمیزی بافتی است که در بافت‌شناسی به کار می‌رود. این رنگ‌آمیزی بیشترین کاربرد را در تشخیص پزشکی دارد و اغلب دارای استاندارد طلایی است. به عنوان مثال، هنگامی که یک آسیب‌شناس نمونه برداری از یک بافت مشکوک به سرطان را بررسی می‌کند، از این رنگ‌آمیزی برای تحلیل جزئیات بافت استفاده می‌کند.
H&E ترکیبی از دو رنگ بافتی است: هماتوکسیلین و ائوزین. هماتوکسیلین هسته سلول‌ها را به رنگ آبی مایل به ارغوانی رنگ‌آمیزی می کند و ائوزین ماتریکس برون‌یاخته‌ای و سیتوپلاسم را به رنگ صورتی در می‌آورد. ساختارهای دیگر در سلول سایه‌ها، رنگ‌ها و ترکیبات گوناگونی از این رنگ‌ها را به خود می‌گیرد. از این رو یک آسیب‌شناس می‌تواند به‌راحتی میان هسته و سیتوپلاسمی سلول تفاوت بگذارد و افزون بر این، الگوهای کلی رنگ‌آمیزی از طرح و توزیع عمومی سلول‌ها را نشان می‌دهد و یک نمای کلی از ساختار نمونه بافت را ارائه می‌دهد.  بنابراین تشخیص الگو هم توسط خود افراد متخصص و هم توسط نرم‌افزاری که استفاده از آن به متخصصان کمک می‌کند (در آسیب‌شناسی دیجیتالی)، اطلاعات بافت‌شناسی را فراهم می‌کند.
این ترکیب رنگ‌آمیزی برای نخستین بار در سال ۱۸۷۶ میلادی توسط A. Wissowzky معرفی شد.

## کاربرد
روش رنگ‌آمیزی H&E تا حدودی رنگ‌آمیزی اصلی در بافت‌شناسی است زیرا می‌تواند به‌تندی و به‌سرعت انجام شود. این رنگ‌آمیزی گران نیست و باعث رنگ‌آمیزی خوب بافت‌ها می شود به طوری که مقدار قابل‌توجهی آناتومی میکروسکوپی آشکار می‌شود و می‌تواند برای تشخیص طیف گسترده‌ای از شرایط آسیب‌شناسی بافتی به کار رود. نتایج به دست آمده از رنگ‌آمیزی H&E بیش از حد به ماده شیمیایی مورد استفاده برای رفع بافت یا ناهماهنگی جزئی در پروتکل آزمایشگاهی وابسته نیست و این عوامل به استفاده معمول آن در بافت‌شناسی کمک می‌کنند. رنگ آمیزی H&E همیشه تمایز کافی برای تمایز همه بافت‌ها، ساختارهای سلولی یا توزیع مواد شیمیایی را ایجاد نمی‌کند و در این موارد از رنگ‌آمیزی‌ها و روش‌های ویژه و خاص‌تری استفاده می‌شود.